# Звероферма (Покровск)
Звероферма — упразднённый в 1997 году сельский населённый пункт Хангаласского улуса Республики Саха (Якутия) Российской Федерации, вошедший в состав города Покровск.

## География
Расположен на левом берегу Лены, к югу от центра города.

### Климат
Климат, как и всей центральной Якутии, резко континентальный. Лето тёплое, часто — жаркое, но короткое, а зима очень долгая и суровая. Зимой температура может опускаться ниже −50 °C, летом — поднимается выше +30 °C.
- Среднегодовая температура воздуха — −9,3 °C
- Относительная влажность воздуха — 69,5 %
- Средняя скорость ветра — 2,4 м/с

## История
Постановлением Палаты Республики Государственного Собрания (Ил Тумэн) Республики Саха (Якутия) от 26 сентября 1997 года № 285-1 посёлок Покровск Хангаласского улуса Республики Саха (Якутия) преобразован в город республиканского значения и одновременно сельский населённый пункт Звероферма и посёлок Кыл-Бастах Хангаласского улуса включены в черту г. Покровск и исключены из учётных данных административно-территориального деления по Хангаласскому улусу.

## Транспорт
Остановка общественного транспорта «Звероферма», подъездная дорога к автодороге регионального значения 98К-003 «Умнас» Якутск — Покровск — Олёкминск — Ленск — Пеледуй.